# 聖多明各德洛斯奧列羅斯區
12°13′13″S 76°30′58″W / 12.22028°S 76.51611°W
聖多明各德洛斯奧列羅斯區（西班牙語：Distrito de Santo Domingo de los Olleros），是秘魯的一個區，位於該國中南部利馬大區的瓦羅奇里省，面積552.3平方公里，海拔高度2,830米，2005年人口2,084，人口密度每平方公里3.8人。